# The Economic Times
The Economic Times (ET) ist eine englischsprachige indische Tageszeitung mit Schwerpunkt in Wirtschaft. Sie befindet sich im Besitz der Times Group. Die Economic Times erscheint seit 1961. Seit 2012 ist sie nach dem Wall Street Journal die weltweit am zweithäufigsten gelesene englischsprachige Wirtschaftszeitung mit einer Leserschaft von über 800.000. Sie wird gleichzeitig in 14 Städten veröffentlicht: Mumbai, Bangalore, Delhi, Chennai, Kolkata, Lucknow, Hyderabad, Jaipur, Ahmedabad, Nagpur, Chandigarh, Pune, Indore und Bhopal. Der Hauptinhalt der Zeitung ist die indische Wirtschaft, internationale Finanzen, Aktienkurse, Rohstoffpreise und andere Finanzthemen. Die Zeitung wird herausgegeben von Bennett, Coleman & Co. Ltd. Der Gründungsredakteur der Zeitung, als sie 1961 ins Leben gerufen wurde, war P. S. Hariharan. Der derzeitige Herausgeber der Economic Times ist Bodhisattva Ganguli.
Die Economic Times wird in allen größeren Städten Indiens verkauft.